# 잭 클러그먼
잭 클러그먼(Jack Klugman, 1922년 4월 27일 ~ 2012년 12월 24일)은 미국의 배우이다.

## 참여 작품

### 영화
- 12인의 성난 사람들 (1957년 영화)
- 술과 장미의 나날
- 형사 (1968년 영화)
- 2분 경고

### 텔레비전
- 환상특급
- 게리슨 유격대
- 닥터 슬론
- 서드 워치
- 크로싱 조던